# جوان بوفورت ملكة اسكتلندا
جوان بوفورت (1404 - 15 يوليو 1445) كانت ملكة اسكتلندا من 1424 إلى 1437 كزوجة جيمس الأول ملك اسكتلندا. خلال فترة قليلة من حكم ابنها جيمس الثاني (1437 إلى 1439)، شغلت منصب الوصي على العرش على اسكتلندا.

## خلفية والحياة المبكرة
كانت جوان بوفورت ابنة جون بوفورت، إيرل سومرست الأول، وهو الابن الشرعي لروبرت الثالث من كاثرين سوينفورد. كانت والدة جوان ،مارغريت هولاند، حفيدة جوان كينت (زوجة إدوارد الأمير الأسود) من زواجها السابق من توماس هولاند. كانت جوان أيضًا ابنة أخت هنري الرابع ملك إنجلترا، وابنة عم ريتشارد الثاني، وحفيدة حفيد إدوارد الثالث. عمها، هنري بوفورت، كان كاردينالًا ومستشارًا لإنجلترا.
التقى جيمس الأول ملك اسكتلندا بجوان خلال الفترة التي قضاها كسجين في إنجلترا، وعرفها منذ عام 1420 على الأقل.ويقال إنها كانت مصدر إلهام لقصيدة الملك جيمس الطويلة الشهيرة ,The Kingis Quair، التي كتبها أثناء أسره، بعد أن رآها من نافذته في الحديقة. كان الزواج سياسيًا بشكل جزئي على الأقل، حيث كان زواجهما جزءًا من اتفاق إطلاق سراح الملك جيمس. من وجهة نظر إنجليزية، كان الهدف من التحالف مع آل بوفورت هو تأسيس تحالف اسكتلندا مع الإنجليز، بدلًا من الفرنسيين. أدت المفاوضات إلى خصم مهر جوان البالغ 10.000 مارك من فدية جيمس الكبيرة.

## ملكة إسكتلندا

درع جوان كملكة إسكتلندا القرينة

في 12 فبراير 1424، تزوجت جوان بوفورت من الملك جيمس في كنيسة سانت ماري أوفري في سودرك. تم الاحتفال بهم في قصر وينشستر في ذلك العام من قبل عمها الكاردينال هنري بوفورت. رافقت زوجها عند عودته من الأسر في إنجلترا إلى اسكتلندا، وتوجت إلى جانب زوجها. بصفتها ملكة، كثيرًا ما توسلت إلى الملك من أجل أولئك الذين قد يتم إعدامهم.
كان للزوجين الملكيين ثمانية أطفال، من بينهم جيمس الثاني المستقبلي، ومارغريت ملكة اسكتلندا، زوجة لويس الحادي عشر ملك فرنسا المستقبلية.

## الوصية على العرش
اغتيل جيمس الأول في بيرث في 21 فبراير 1437. وكانت جوان أيضًا هدفًا للاغتيال مع زوجها، لكنها تمكنت من النجاة من إصاباتها. نجحت في توجيه أنصار زوجها لمهاجمة قاتله والتر ستيوارت، لكنها اضطرت للتخلي عن السلطة بعد ثلاثة أشهر. وهكذا تم تعيين إيرل دوغلاس في السلطة، على الرغم من أن جوان ظلت مسؤولة عن ابنها. تزوجت جوان من جيمس ستيوارت، حليف إيرل دوغلاس، في عام 1439. وتآمروا للإطاحة بألكسندر ليفينغستون، حاكم قلعة ستيرلنغ. تم القبض على جوان وأجبرت على التنازل عن حضانة ابنها الملك الشاب. توفيت عام 1445 في دير كارثوسيان.